# Spin City
Spin City er en amerikansk komedieserie, der omhandler livet på rådhuset i byen New York. I USA blev den sendt mellem 1996 og 2002. I hovedrollen ses Michael J. Fox som viceborgmesteren Michael Flaherty, som dog senere blev erstattet af Charlie Sheen pga. Michael J. Fox' sygdom Parkinsons sygdom.
Musikken i indledningen er komponeret af Spin Doctors.

## Ekstern henvisning
- Spin City på Internet Movie Database (engelsk)
- Spin City på AllMovie (engelsk)
- Spin City på Rotten Tomatoes (engelsk)
- Spin City på Metacritic (engelsk)
- Spin City hos The Movie Database (engelsk)
- Spin City hos TheTVDB (engelsk)
- Spin City hos TV.com (engelsk)

| Fjernsyn | Spire Denne artikel om et tv-program er en spire som bør udbygges. Du er velkommen til at hjælpe Wikipedia ved at udvide den. |